# Berberis
Berberis (L., 1753) è un genere di piante appartenente alla famiglia delle Berberidaceae, dalla distribuzione cosmopolita.

## Descrizione

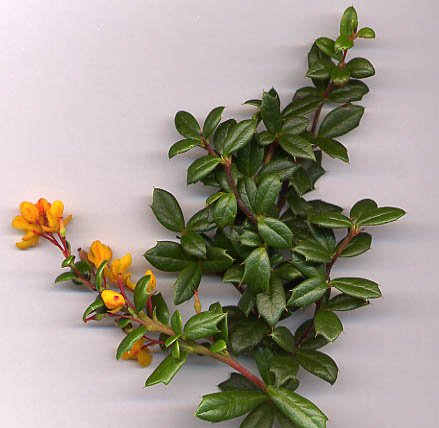
Germoglio di Berberis darwinii con fiori

Le specie incluse all'interno del genere Berberis sono per lo più specie arbustive o piccoli alberi, sia caducifoglie che sempreverdi, non molto ramificate e di media grandezza, raggiungendo i 1,5-2 m di altezza (in alcuni casi fino agli 8 m). 
I fusti sono legnosi, con colore tendente al marrone scuro-grigiastro, mentre le foglie sono imparipennate, divise in una decina di piccole foglie ovali, appuntite, con piccole spine e di colore generalmente verde scuro. Possiedono fiori appariscenti, foglie pennate, a volte anche delle spine. I fiori, trimeri e generalmente raccolti in racemi, si presentano in grappoli ascellari, mentre il frutto è una bacca.
Alcune specie contengono berberina.

## Distribuzione e habitat

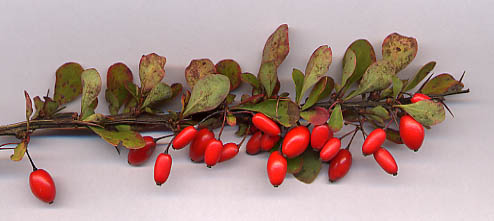
Germoglio di Berberis thunbergii con frutti

Il genere è diffuso in Nord America, Sud America, Eurasia e Nord Africa.

## Tassonomia
Descritto per la prima volta nel 1753 da Linneo nel suo Species Plantarum come composto da sole 2 specie, ovvero B. vulgaris e B. cretica, attualmente all'interno del genere Berberis ne sono incluse 604.

Tra gli ultimi cambiamenti nella struttura del genere si ricorda l'inclusione di Mahonia al suo interno, decisione non condivisa dalla totalità dei botanici, anche se largamente accettata.

Berberis sp. in Iran.

## Coltivazione
Le berberis sono piante abbastanza facili da coltivare: le varietà sempreverdi sono ricercate per le foglie lucenti, mentre quelle caducifoglie per i loro colori e le bacche.
Se esposte al sole le varietà aventi foglie color porpora acquistano un colore più intenso, mentre le varietà a foglie verdi diventano più scure se lasciate in penombra.
Questo tipo di pianta ha bisogno di essere innaffiata due volte alla settimana, durante tutto l'anno.
Le piante si innaffiano in base a perdite ed apporti idrici, quindi in base a superficie del fogliame, tipologia del terriccio, quantità di precipitazioni, temperatura, soleggiamento e grado di umidità, per cui si innaffia all'occorrenza, in modo personalizzato per tipologia di vegetale e condizioni al contorno.
In Brasile, la pianta è popolarmente conosciuta come barberis giapponese ed è ampiamente coltivata in siepi e aiuole.
In Iran, la bacca di questa pianta ha un importante rilevanza nella cultura gastronomica del paese. La bacca essiccata, nota come “Zereschk”, viene fritta nel burro e usata come guarnizione per il riso bianco.